# Corallorhiza mertensiana
Corallorhiza mertensiana är en orkidéart som beskrevs av August Gustav Heinrich von Bongard. Corallorhiza mertensiana ingår i släktet korallrötter, och familjen orkidéer. Inga underarter finns listade i Catalogue of Life.

## Bildgalleri

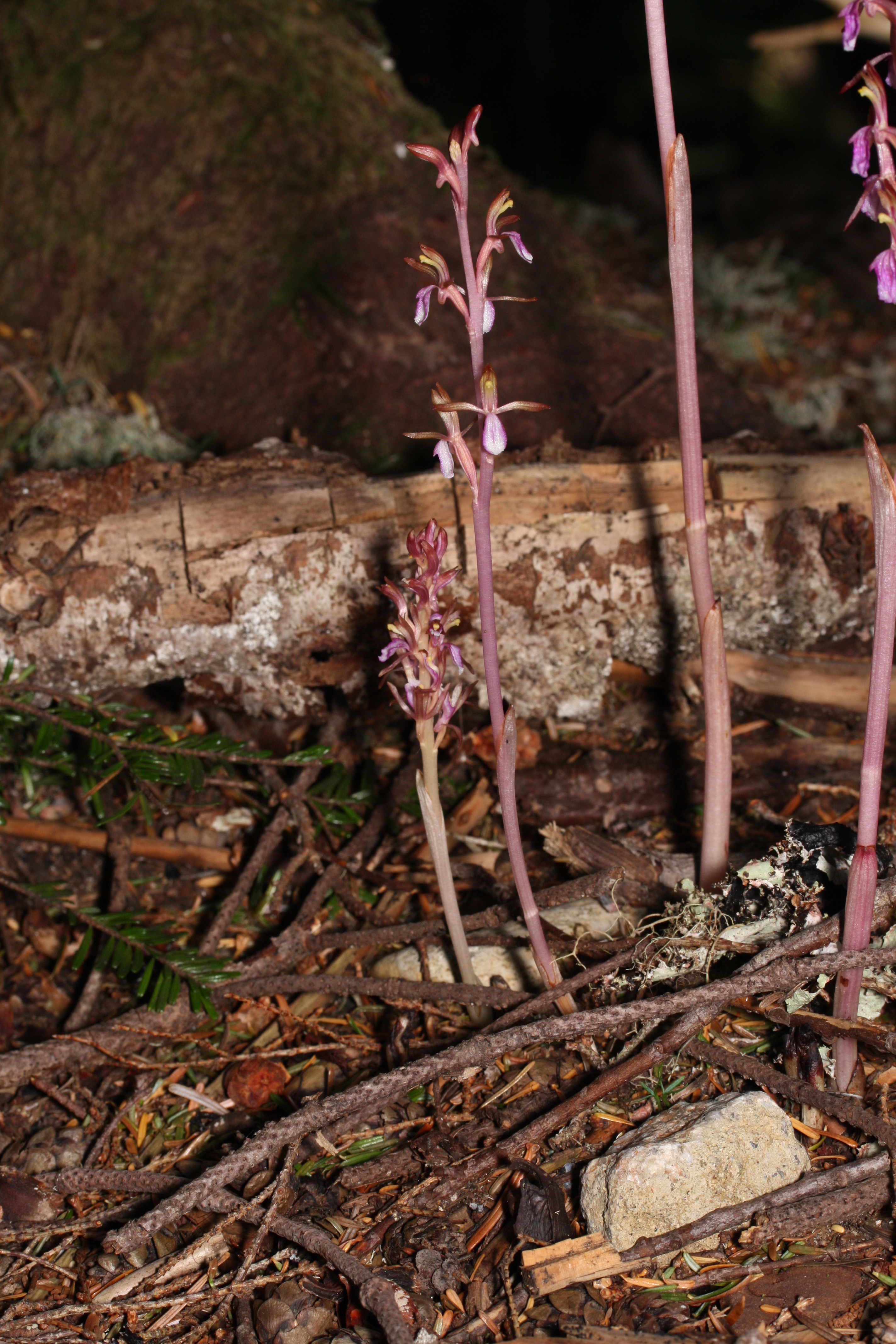
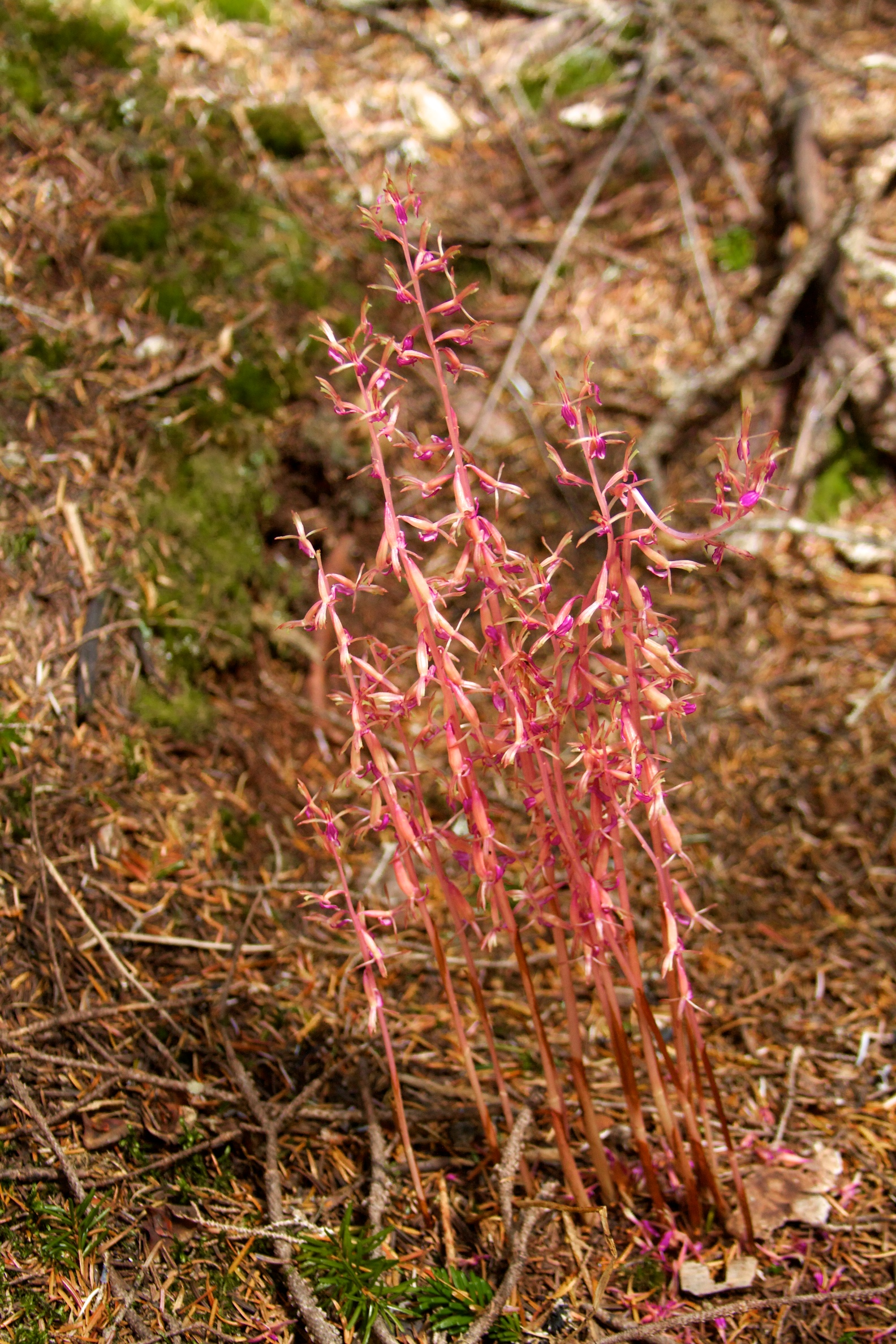
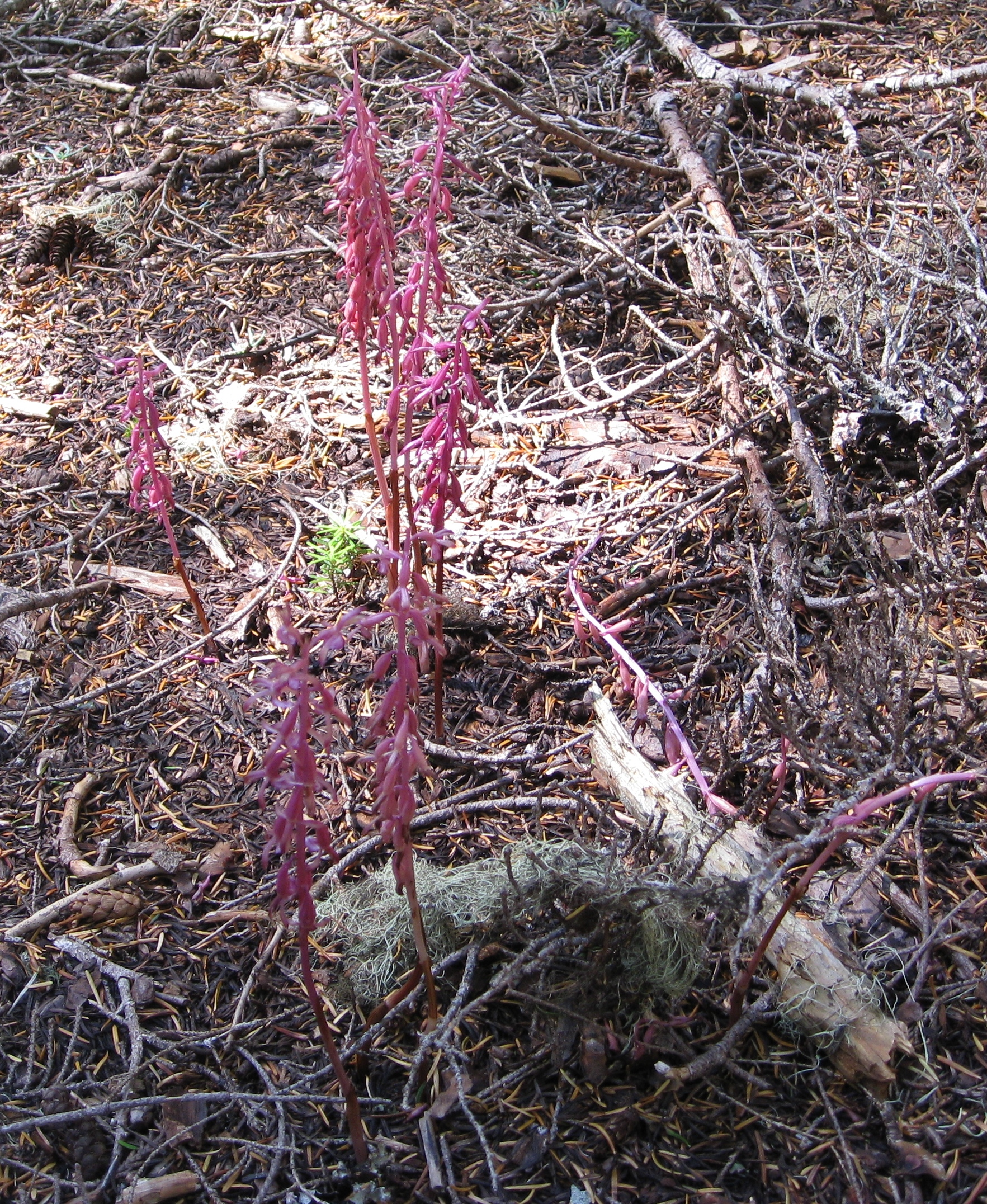
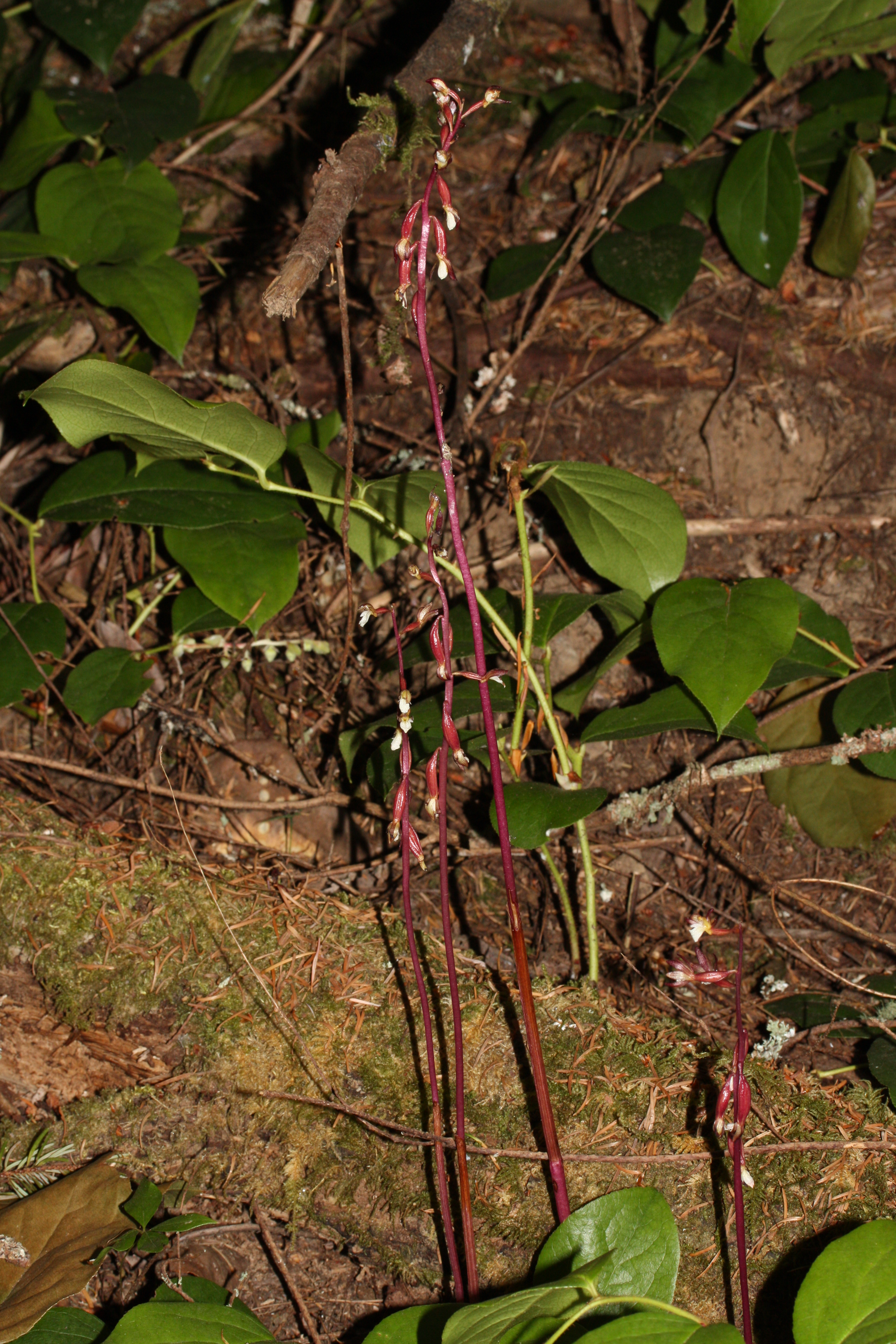
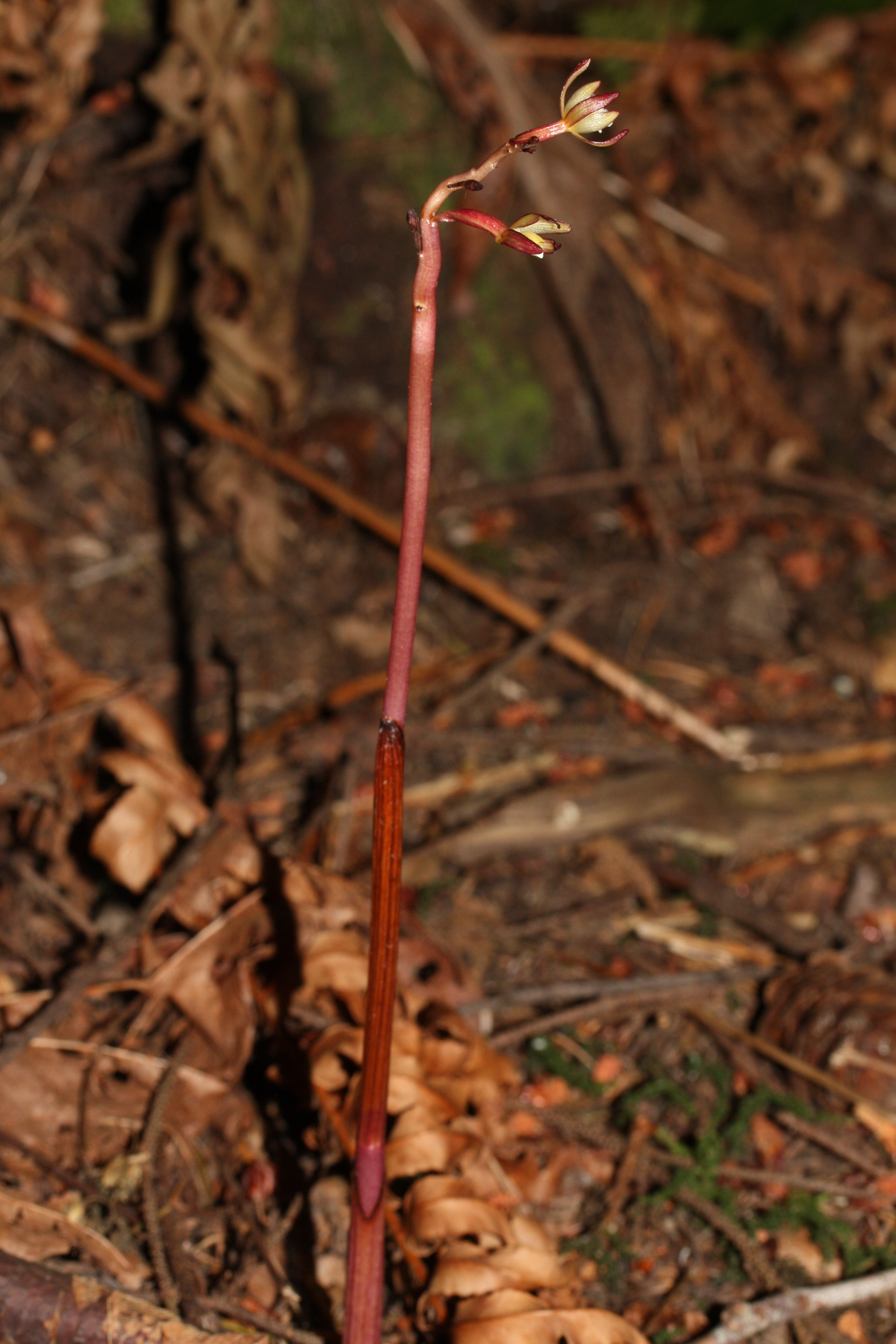
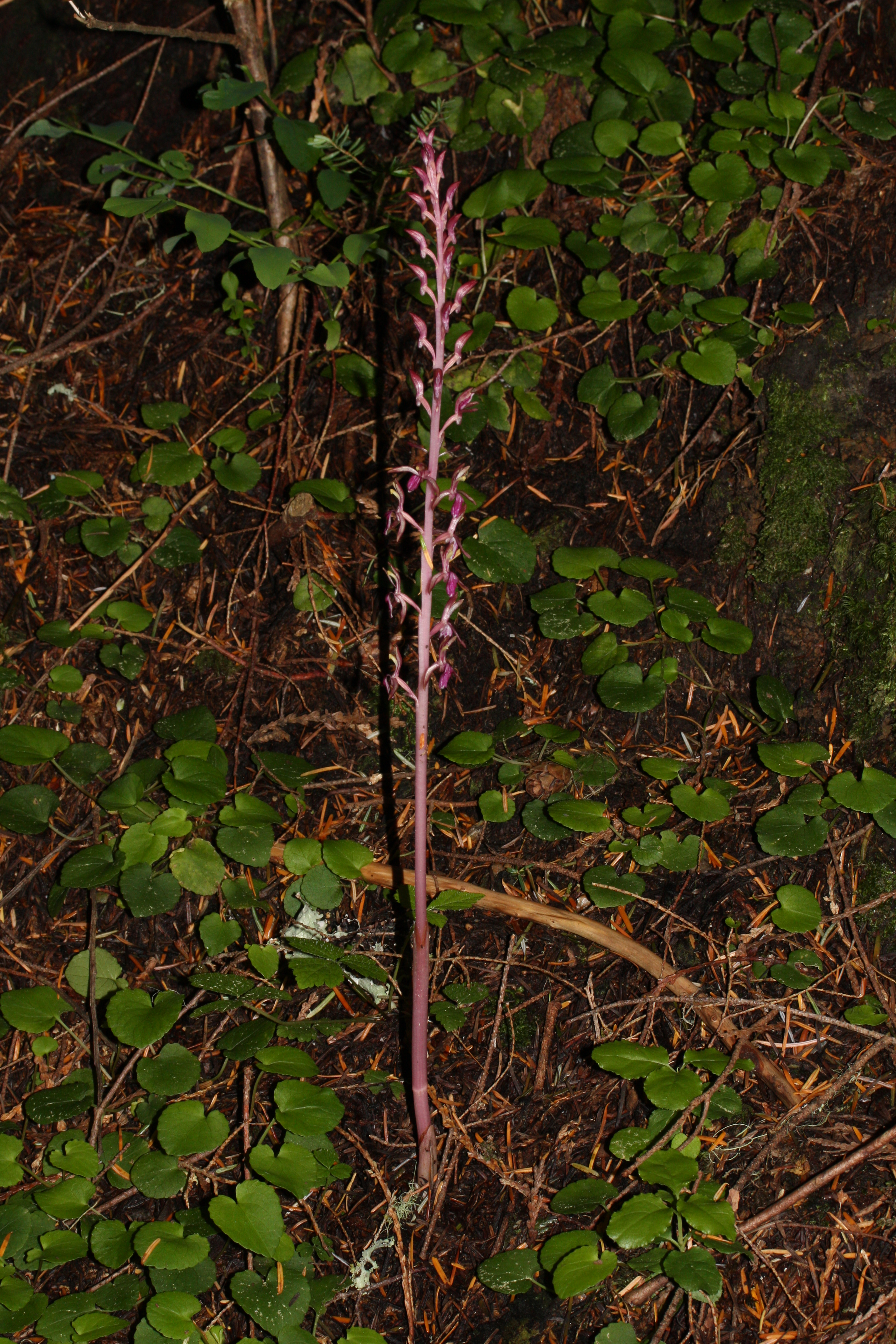